# SM-veckan 2018 (sommar)
SM-veckan sommar 2018 avgjordes i Helsingborg och Landskrona den 2 juli–8 juli 2018. Detta var den nionde sommarupplagan av tävlingarna. Huvudarrangörer var Riksidrottsförbundet och Helsingborgs och Landskrona kommuner jämte Sveriges Televison och olika specialidrottsförbund. Det var första gången som två orter samarrangerade.

## Idrotter
- Bangolf
- Basket (3x3)
- Beachvattenpolo
- Bordtennis TTX
- Boule (precisionsskytte)
- Bowling
- Bågskytte
- Casting
- Civil flygfemkamp
- Cricket (T20)
- Crosscart
- Cykel
- Dragkamp (lag)
- Fallskärmshoppning
- Flaggfotboll
- Footgolf
- Friidrott (lag-SM)
- Friidrott (löpning 100 km)
- Frisbee (allround)
- Frisbee (ultimate)
- Handigolf
- Hinderbana
- Hindersim
- Hopprep
- Kanotpolo
- Karting
- Kustrodd
- Kvinnlig artistisk gymnastik
- Manlig artistisk gymnastik
- Militär femkamp
- Motocross sprint
- Paradressyr
- Precisionsflyg
- Radiostyrd bilsport
- Rally (sprint)
- Roller derby
- Rugby (7s)
- Rullskidor
- Rullstolstennis
- Rytmisk gymnastik
- Segling (dragon force 65)
- Segling (kite)
- Simning
- Skateboard (slalom och ramp)
- Styrkelyft
- Surfski
- Taido
- Tennis (lag)
- Trampolin
- Truppgymnastik
- Tyngdlyftning